# Zagórze
Zagórze är en by i Västpommerns vojvodskap i nordvästra Polen. Zagórze, som är beläget 104 kilometer nordost om Szczecin, hade 136 invånare år 2007.